# Любнув (Зомбковицький повіт)
Любнув (пол. Lubnów) — село в Польщі, у гміні Зембіце Зомбковицького повіту Нижньосілезького воєводства.
Населення — 573 особи (2011).
У 1975-1998 роках село належало до Валбжиського воєводства.

## Демографія
Демографічна структура станом на 31 березня 2011 року:
|          | Загалом | Допрацездатний вік | Працездатний вік | Постпрацездатний вік |
| -------- | ------- | ------------------ | ---------------- | -------------------- |
| Чоловіки | 301     | 58                 | 221              | 22                   |
| Жінки    | 272     | 49                 | 162              | 61                   |
| Разом    | 573     | 107                | 383              | 83                   |